# 劉家成 (主持人)
劉家成（LIOU,GU-CHENG，1987年9月3日—），出道時使用藝名Cooper，2014年6月改回本名。
寶島神很大主持人以及通告藝人，與香蕉組成男子組合長方型男，2011年在YouTube以甜蜜蜜+beatbox惡搞詐騙集團的影片登上新聞版面。2010年進入瘋神無雙，為瘋神六小福（瘋神六怪）之一。2014年與香蕉，共同主持三立臺灣台節目寶島神很大。 演藝圈恩師為許效舜。

## 節目

### 電視節目
- 瘋神無雙（2010年參與至今）
- 寶島神很大（2014年參與至2018）

### 廣播
- 亞洲電台 喂！酷翻了

### 網路節目
- 承影傳播Playtv頻道《我的網路STYLE》實況（2015年）

### 綜藝通告
- 超級模王大道2

## 廣告
- 2012 拍攝行政院防颱廣告
- 2013 拍攝全臺灣Fun寒假遊樂園

## 戲劇

### 電視劇
| 首播年份 | 播出頻道        | 劇名           | 角色     |
| -------- | --------------- | -------------- | -------- |
| 2020年   | 台視            | 《生生世世》   | 曾志祥   |
| 2021年   | 公視            | 《斯卡羅》     | 社寮村民 |
| 2021年   | 台視 三立都會台 | 《一個屋簷下》 | 吳律師   |